# Mad World (Lied)
Mad World (englisch für: „Verrückte Welt“) ist ein Lied der britischen Popgruppe Tears for Fears aus dem Jahr 1982.

## Entstehung und Veröffentlichung
Mad World wurde von Roland Orzabal geschrieben und vom Bassisten Curt Smith gesungen. Für die Produktion waren Chris Hughes und Ross Cullum verantwortlich.
Der Song war die erste Singleauskopplung aus ihrem Debütalbum The Hurting, das im März 1983 erschien. Auf der B-Seite der Single befand sich der Titel Ideas as Opiates.

## Rezeption

### Chartplatzierungen
Im November 1982 erreichte Mad World Rang drei der britischen Singlecharts und wurde letztlich zu Tears for Fears’ erstem internationalen Hit und erreichte zwischen 1982 und 1983 die Top 40 in verschiedenen Ländern.
| ChartsChartplatzierungen     | Höchstplatzierung | Wochen |
| ---------------------------- | ----------------- | ------ |
| Deutschland (GfK)            | 21 (21 Wo.)       | 21     |
| Vereinigtes Königreich (OCC) | 3 (18 Wo.)        | 18     |

### Auszeichnungen für Musikverkäufe
| Land/Region                  | Auszeichnungen für Musikverkäufe (Land/Region, Auszeichnung, Verkäufe) | Verkäufe |
| ---------------------------- | ---------------------------------------------------------------------- | -------- |
| Vereinigtes Königreich (BPI) | Gold                                                                   | 400.000  |
| Insgesamt                    | 1× Gold ·                                                              | 400.000  |

## Coverversionen

### Michael-Andrews-Version
Fast zwei Jahrzehnte nach Originalveröffentlichung wurde der Song wieder populär, als er vom Komponisten Michael Andrews zusammen mit Gary Jules für den Soundtrack zum Film Donnie Darko als Ballade neu aufgenommen wurde. Diese Version erreichte im Dezember 2003 Platz eins in Großbritannien (als Weihnachts-Nummer-eins-Hit) und wurde ein internationaler Erfolg.

#### Chartplatzierungen
| ChartsChartplatzierungen     | Höchstplatzierung | Wochen |
| ---------------------------- | ----------------- | ------ |
| Deutschland (GfK)            | 3 (42 Wo.)        | 42     |
| Österreich (Ö3)              | 13 (35 Wo.)       | 35     |
| Schweiz (IFPI)               | 23 (38 Wo.)       | 38     |
| Vereinigtes Königreich (OCC) | 1 (25 Wo.)        | 25     |

| ChartsJahrescharts (2004) | Platzierung |
| ------------------------- | ----------- |
| Deutschland (GfK)         | 14          |
| Österreich (Ö3)           | 53          |

#### Auszeichnungen für Musikverkäufe
| Land/Region                  | Auszeichnungen für Musikverkäufe (Land/Region, Auszeichnung, Verkäufe) | Verkäufe  |
| ---------------------------- | ---------------------------------------------------------------------- | --------- |
| Deutschland (BVMI)           | 3× Gold                                                                | 450.000   |
| Spanien (Promusicae)         | Gold                                                                   | 30.000    |
| Vereinigtes Königreich (BPI) | Platin                                                                 | 600.000   |
| Insgesamt                    | 2× Gold · 2× Platin ·                                                  | 1.080.000 |

### Weitere Coverversionen
2022 veröffentlichte die Post-Black-Metal-Band Harakiri for the Sky eine Coverversion mit Musikvideo. Die Band hatte den Song bereits 2014 gecovert, damals war er jedoch nur als Bonus-Track in der Limited Edition des Albums Aokigahara enthalten.
Am 2. Dezember 2022 veröffentlichte der deutsche Reggae-Musiker Gentleman ein Album mit dem Titel Mad World, auf dem sich eine Cover-Version des Songs von Tears for Fears befindet.
Im Juni 2017 sang die Band Imagine Dragons in einer Live Session des Radiosenders 1 Live den Song in einer minimalistischen Version.